# Giovanni Matteo Adami
Giovanni Matteo Adami (Mazara del Vallo, 17 maggio 1576 – Nagasaki, 22 ottobre 1633) è stato un gesuita e missionario italiano.

## Biografia
Giovanni Matteo Adami era figlio di Francesco Adami, appartenente ad una nobile famiglia della città. 
Nel 1591, si trasferisce a Roma, al seguito dallo zio, Cosimo Adami, segretario del cardinale Santa Saverio. Lo zio spera per il nipote in un futuro nella nobiltà di spada, presso la corte romana, ma a 16 anni Giovanni Matteo dichiara di volere entrare nella Compagnia di Gesù di San Ignazio di Loyola. Può compiere il suo proposito solo nel 1602, dopo la morte dello zio. 
Studia nel Seminario Romano, viene ordinato sacerdote, riceve incarichi come predicatore in Italia; infine riceve la missione per il Giappone, per seguire le orme di San Francesco Saverio. Giunge in Giappone nel 1604.
Nel 1614 viene bandito dal Giappone e si reca in esilio a Macao; ma rientra a Nagasaki, che ha scelto come campo del suo apostolato. Denunziato una prima volta, gli viene concessa la possibilità di fuggire, ma rimane in Giappone, costretto a nascondersi e a vivere di stenti. 
Catturato infine nel 1622 viene condannato al supplizio. La condanna viene eseguita il 22 ottobre 1633: va incontro alla morte lodando Dio, ringraziando per il privilegio del martirio, di cui si sentiva indegno, perdonando i suoi assassini alla maniera di S. Stefano:" Signore, non imputare loro questo peccato".